# Monuments nationaux de Travnik
Cet article recense les monuments nationaux situés sur le territoire de la municipalité de Travnik en Bosnie-Herzégovine et dans la fédération de Bosnie-et-Herzégovine. La liste établie par la Commission pour la protection des monuments nationaux compte 15 monuments nationaux inscrits sur la liste principale et 10 monuments inscrits sur une liste provisoire.

## Monuments nationaux
| Monument                                                                      | Localité                   | Géolocalisation | Datation                                            | Commentaire éventuel                                                                             | Photo |
| ----------------------------------------------------------------------------- | -------------------------- | --------------- | --------------------------------------------------- | ------------------------------------------------------------------------------------------------ | ----- |
| Tombe de Batalo dans un turbe                                                 | Vallée de la rivière Lašva |                 | XIVe siècle ? ; découverte en 1915                  | Dans un turbe ; site archéologique                                                               |       |
| Église Saint-Michel d'Ovčarevo                                                | Ovčarevo                   |                 | Fin du XIXe siècle ?                                | Église catholique                                                                                |       |
| Église de l'Assomption de Travnik (Église de la Dormition-de-la-Mère-de-Dieu) | Travnik                    |                 | 1854                                                | Église orthodoxe serbe ; notamment avec ses biens mobiliers et la première école orthodoxe serbe |       |
| Mosquée de Hadži Ali-bey (Džamija u Gornjoj čaršiji)                          | Travnik                    |                 | XVIIIe siècle ; incendiée en 1856 puis reconstruite | Autre nom : Mehmed-pacha Kukavica ; avec sa tour de l'Horloge                                    |       |
| Mosquée de Hasan-aga à Travnik (Jeni džamija)                                 | Travnik                    |                 | 1549                                                | Avec un turbe et plusieurs nişans (stèles ottomanes)                                             |       |
| Plava voda                                                                    | Travnik                    |                 | Période ottomane                                    | Paysage culturel ; plusieurs éléments architecturaux                                             |       |
| École de musique de Travnik                                                   | Travnik                    |                 | 1903                                                |                                                                                                  |       |
| Site archéologique de Nebo                                                    | Han Bila                   |                 | Préhistoire                                         | Culture de Butmir (5 100-4 500 av. J.C.)                                                         |       |
| Site archéologique de Crkvina (Varošluk)                                      | Turbe-Varošluk             |                 | Antiquité, Antiquité tardive                        | Vestiges d'une localité romaine, d'une basilique de l'Antiquité tardive                          |       |
| Tour de l'Horloge de Musala à Travnik                                         | Travnik                    |                 | Après 1660                                          | Tour horloge                                                                                     |       |
| Forteresse de Travnik                                                         | Travnik                    |                 | Moyen Âge, période ottomane                         |                                                                                                  |       |
| Quatre turbes à Travnik                                                       | Travnik                    |                 | XVIIIe siècle                                       | Turbes ; avec la fontaine                                                                        |       |
| Bâtiment de l'ancien couvent des Sœurs de la Miséricorde à Travnik            | Travnik                    |                 | XIXe siècle                                         | Avec l'école                                                                                     |       |
| Mess des officiers à Travnik                                                  | Travnik                    |                 | 1906                                                |                                                                                                  |       |
| Mosquée Šarena (Sulejmanija džamija)                                          | Travnik                    |                 | 1815-1816                                           | Avec son sadirvan (fontaine), une fontaine d'eau potable, des boutiques et 2 manuscrits du Coran |       |

## Liste provisoire
| Monument                              | Localité        | Géolocalisation              | Datation         | Commentaire éventuel            | Photo |
| ------------------------------------- | --------------- | ---------------------------- | ---------------- | ------------------------------- | ----- |
| Église Saint-Jean-Baptiste de Travnik | Travnik         | 44° 13′ 39″ N, 17° 39′ 59″ E |                  | Église catholique               |       |
| Turbe d'Ibrahim l'Ancien              | Dolac           |                              | Période ottomane | Turbe                           |       |
| Église de l'Assomption de Dolac       | Dolac           |                              |                  | Église catholique               |       |
| Couvent franciscain de Guča Gora      | Guča Gora       | 44° 14′ 39″ N, 17° 43′ 33″ E | 1859             | Dédié à Saint François d'Assise |       |
| Cimetière de Guča Gora                | Guča Gora       |                              |                  |                                 |       |
| Collège des Jésuites de Travnik       | Travnik         |                              |                  |                                 |       |
| Mosquée Lukačka                       | Travnik         |                              |                  | Mosquée                         |       |
| Médersa d'Elči Ibrahim-pacha          | Travnik         |                              |                  | Médersa                         |       |
| Varoška džamija de Travnik            | Travnik         |                              |                  | Mosquée                         |       |
| Mont Vlašić                           | Près de Travnik |                              |                  | Bien naturel                    |       |